# 潘塘街道 (武汉市)
潘塘街道，是中华人民共和国湖北省武汉市新洲区下辖的一个乡镇级行政单位。

## 行政区划
潘塘街道下辖以下地区：
紫荆社区、潘塘村、细郑村、广湾村、孙寨村、姜墩村、金寨村、赤城村、朱寨村、姚寨村、罗杨村、青山村、郑楼村、罗堰村、陈玉村、汉楼村、李店村、七湾村、管寨村、喻大村、舒祠村、张岗村、易河村、桃源村、连玉村、熊店村（偷瓜村）、井边村、谢畈村、曾岗村